# Dry Doddington
Dry Doddington is een dorp in de civil parish van Westborough and Dry Doddington, in het noordwesten van het bestuurlijk gebied South Kesteven in het Engelse graafschap Lincolnshire. Het ligt ongeveer 8 km ten zuidoosten van Newark, ongeveer 13 km ten noordwesten van Grantham en iets meer dan 2 km ten oosten van de A1. In 1921 had het dorp een bevolking van 132. Op 1 april 1931 werd het dorp afgeschaft en samengevoegd met Westborough om "Westborough en Dry Doddington" te vormen.